# Cantone di Amiens-6 (Sud)
Il Cantone di Amiens-6 (Sud) era una divisione amministrativa dell'arrondissement di Amiens.
È stato soppresso a seguito della riforma complessiva dei cantoni del 2014, che è entrata in vigore con le elezioni dipartimentali del 2015.
Comprendeva solo parte della città di Amiens.